# Paul Keding
Paul Karl Emil Keding (* 18. Oktober 1877 in Greifswald; † 18. Januar 1943 in Berlin-Charlottenburg) war ein deutscher Arzt, Schriftsteller und Abgeordneter des Provinziallandtages der Provinz Hessen-Nassau.

## Leben
Paul Keding wurde als Sohn des Kaufmanns Heinrich Keding und dessen Ehefrau Lina, geb. Möller, geboren.
Nach der Reifeprüfung Ostern 1897 in Greifswald folgte ein Studium der Medizin in Greifswald und Berlin. Seit 1897 gehörte er der Burschenschaft Germania Greifswald an. Später wurde er auch Alter Herr der Burschenschaft Saxonia Hann. Münden. Nach dem medizinischen Staatsexamen fand er eine Beschäftigung als Schiffsarzt auf Dampfern des Norddeutschen Lloyd. Im April 1903 zum Dr. med. promoviert, ließ er sich als Arzt in Kaufungen und später in Kassel nieder. 1909 promovierte er im Fach Geschichtswissenschaft.
Von 1914 an nahm er als Kriegsfreiwilliger am Ersten Weltkrieg teil und war als Bataillonsarzt eingesetzt. Nach Kriegsende fungierte er in Kassel als Lazarettarzt. Von Februar 1920 bis Januar 1925 kümmerte er sich als Stadtarzt um die Säuglings- und Kleinkinderfürsorge, Schulgesundheitspflege und den Ausbau der städtischen Entbindungsanstalt Sophienhaus zu einer modernen Frauenklinik.
In den Jahren 1930 bis 1932 saß er für die Deutsche Demokratische Partei im Kurhessischen Kommunallandtag des Regierungsbezirks Kassel, aus dessen Mitte er zum Abgeordneten des Provinziallandtages der Provinz Hessen-Nassau bestimmt wurde. Von Januar 1925 bis Ende April 1933 war er Stadtmedizinalrat in Kassel und in dieser Funktion auch Mitglied des Magistrats der Stadt. Im Mai 1933 schied er auf eigenen Wunsch aus dem Dienst in Kassel und betätigte sich als Landarzt in Kirchtimke. Zum 1. Mai 1937 trat er in die NSDAP ein (Mitgliedsnummer 5.686.077). Er verzog nach Berlin und wurde hier in den Jahren 1938 bis 1943 – unterbrochen durch einen freiwilligen Kriegseinsatz an der Ostfront im Jahre 1941 – nebenamtlicher Vertrauensarzt der Landesversicherungsanstalt Berlin.

## Werke
- Marta von Greifenthal, Schauspiel, Freyschmidt-Verlag Kassel 1932, später als „Deutsch-Südwest“ veröffentlicht
- Deutsch-Südwest, Reclam-Verlag Leipzig 1935

## Politische Ämter
- Vorsitzender des Kasseler Ärztevereins
- Vorsitzender der DDP

## Auszeichnungen
Eisernes Kreuz I. und II. Klasse